# Zakriž
Zakriž – wieś w Słowenii, w gminie Cerkno. W 2018 roku liczyła 191 mieszkańców.